# Anisopogon pulchrum
Anisopogon pulchrum là một loài ruồi trong họ Asilidae. Anisopogon pulchrum được Efflatoun miêu tả năm 1937. Loài này phân bố ở vùng Cổ Bắc giới.